# Fluorid rheničný
Fluorid rheničný je anorganická sloučenina s chemickým vzorcem ReF5. Jedná se o sůl rhenia a kyseliny fluorovodíkové.

## Příprava
Fluorid rheničný lze připravit redukcí fluoridu rheniového vodíkem, rheniem, nebo wolframem:
2 ReF6 + H2 → 2 ReF5 + 2 HF
5 ReF6 + Re → 6 ReF5
6 ReF6 + W → 6 ReF5 + WF6

## Vlastnosti
Fluorid rheniový tvoří žlutozelené krystaly v ortorombické krystalové soustavě s parametry mřížky a = 0,57 nm, b = 1,723 nm, c = 0,767 nm. Fluorid rheniový reaguje s vodou. Je těkavý a tvoří dimery o složení Re2F10.